# Distichophyllum theriotianum
Distichophyllum theriotianum är en bladmossart som beskrevs av Celina Maria Matteri 1975 [1976. Distichophyllum theriotianum ingår i släktet Distichophyllum och familjen Hookeriaceae. Inga underarter finns listade i Catalogue of Life.